# راب اشنایدر
راب اشنایدر (انگلیسی: Rob Schneider؛ زاده ۳۱ اکتبر ۱۹۶۳) بازیگر، استندآپ کمدین، فیلم‌نامه‌نویس، تهیه‌کننده فیلم و کارگردان آمریکایی است. پس از چندین سال اجرای استندآپ کمدی، اشنایدر در دوران تصدی خود به عنوان یکی از بازیگران و نویسندگان سریال کمدی شب زنده شنبه در ان‌بی‌سی از سال ۱۹۸۸ تا ۱۹۹۴ موفقیت بیشتری کسب کرد. فیلم‌های معروف از جمله نقش‌های اصلی در کمدی دوس بیگالو: ژیگولوی مرد (۱۹۹۹) و دنباله آن دوس بیگالو: ژیگولوی اروپایی در سال ۲۰۰۵، حیوان (۲۰۰۱)، دختر جنجالی (۲۰۰۲)، نیمکت گرمکن‌ها (۲۰۰۶) و استن بزرگ (۲۰۰۷) است. همچنین اشنایدر پدر خواننده ال کینگ است.

## اوایل زندگی
اشنایدر در سانفرانسیسکو، کالیفرنیا در روز هالووین در سال ۱۹۶۳ زاده شد و در حومه نزدیک پاسیفیکا بزرگ شد. پدر و مادر او پیلار (همنام مونرو)، معلم سابق مهدکودک و رئیس سابق هیئت مدیره مدرسه، و ماروین اشنایدر، دلال املاک بودند. پدرش یهودی و مادرش کاتولیک بود. مادربزرگ مادری اشنایدر فیلیپینی بود که با پدربزرگش که یک سرباز ارتش سفیدپوست آمریکایی بود، ملاقات کرد و با او ازدواج کرد، در حالی که او در فیلیپین مستقر بود. پیشینه مختلط او یک موضوع رایج در آثار کمدی او است. برادر بزرگتر او، جان، تهیه‌کننده است. اشنایدر در سال ۱۹۸۲ از دبیرستان ترا نوا فارغ‌التحصیل شد و سپس به دانشگاه ایالتی سان فرانسیسکو رفت.

## زندگی خصوصی
اشنایدر با مدل سابق پادشاه لندن، موسیقیدان ال کینگ، که در سال ۱۹۸۹ زاده شد، یک دختر دارد. در سال ۱۹۹۶، اشنایدر بنیاد موسیقی راب اشنایدر را تأسیس کرد. این بنیاد با پرداخت حقوق معلمان و تأمین بودجه برای سازها و سایر تجهیزات، آموزش موسیقی را به مدارس ابتدایی پاسیفیکا بازگرداند. قبل از تلاش‌های اشنایدر، سیستم مدرسه برای سال‌ها برنامه‌های آموزش موسیقی نداشت.
در ۲۳ آوریل ۲۰۱۱، اشنایدر با تهیه‌کننده تلویزیونی پاتریشیا آزارکویا آرس، در بورلی هیلز، کالیفرنیا ازدواج کرد. اولین فرزند آنها، میراندا اسکارلت اشنایدر، در سال ۲۰۱۲ زاده شد. این زوج در سپتامبر ۲۰۱۶ صاحب دختر دوم خود به نام مادلین رابی اشنایدر شدند. در دسامبر ۲۰۲۰، اشنایدر و خانواده‌اش به آریزونا نقل مکان کردند.

## دیدگاه‌ها و مواضع سیاسی
در سال ۲۰۱۳، اشنایدر احزاب سیاسی را از حزب دموکرات به حزب جمهوری‌خواه تغییر داد و توضیح داد: "ایالت کالیفرنیا به هم ریخته است و اکثریت فوق العاده دموکرات‌ها کار نمی‌کنند. من مادام العمر دموکرات بوده‌ام و باید تغییر دهم؛ زیرا دیگر در خدمت مردم این دولت بزرگ نیست». در همان سال، اشنایدر، نماینده جمهوری‌خواه مجلس، تیم دانلی را برای فرمانداری در انتخابات سال بعد تأیید کرد. در مصاحبه ای در لاری گینک نیو در سال ۲۰۱۷، اشنایدر گفت که او فردی مستقل است اما بیشتر محافظه کار است.

## فیلم‌شناسی
آثار مهم بازیگری
- تنها در خانه ۲: گمشده در نیویورک (۱۹۹۲)
- نینجاهای موج‌سوار (۱۹۹۳)
- بورلی هیلبیلیز (۱۹۹۳)
- قاضی درد (۱۹۹۵)
- پایین پریسکوپ (۱۹۹۶)
- ماجراهای پینوکیو (۱۹۹۶)
- پایین پریسکوپ (۱۹۹۶)
- تقلب (۱۹۹۸)
- نقشه سوزان (۱۹۹۸)
- دوس بیگالو: ژیگولوی مرد (۱۹۹۹)
- محبت پدری (۱۹۹۹)
- ماپت‌های فضایی (۱۹۹۹)
- حیوان (۲۰۰۱)
- هشت شب دیوانه‌وار (۲۰۰۲-صداپیشه)
- ۵۰ قرار اول (۲۰۰۴)
- دوس بیگالو: ژیگولوی اروپایی (۲۰۰۵)
- استن بزرگ (۲۰۰۷)
- تو حریف زوهان نمی‌شی (۲۰۰۸)
- باکره آمریکایی (۲۰۰۰۹)
- بزرگ‌شده‌ها (۲۰۱۰)
- برگزیده (۲۰۱۰)
- شما نمی‌توانید عروس را ببوسید (۲۰۱۱)
- بچه کوالا (۲۰۱۲-صداپیشه)
- بال‌ها (۲۰۱۲-صداپیشه)
- کمدی نامناسب (۲۰۱۳)
- ۶ کله‌پوک (۲۰۱۵)
- نورم از شمال (۲۰۱۶-صداپیشه)
- سندی وکسلر (۲۰۱۷)
- خانم اشتباهی (۲۰۲۰)
- هالووین هیوبی (۲۰۲۰)
- تیم میزبان (۲۰۲۲)
- سفر با دختر بابا (۲۰۲۲)